# Дудич Володимир Самойлович
Володимир Самойлович Дудич (31 липня 1885, Остріг, Подільська губернія — після 1932) - член Української Центральної Ради, подільський губернський комісар УНР.

## Життєпис
У 1907 заарештований у справі Спілки вчителів, засуджений на півтора року. З 1917 член Української соціал-демократичної робітничої партії УСДРП. З 1917 член Української Центральної Ради. Кандидат у депутати Всеросійських установчих зборів по Подільській губернії. 
З 11 березня 1918 по травень 1918 Подільський губернський комісар від Центральної Ради УНР.
Заступник міністра праці уряду УНР. У 1919 повітовий комісар Вінницького повіту, заступник міського голови Вінниці. 
У 1930-х рр. проживав у Житомирі, працював інспектором споживспілки. Арештований 31 травня 1931 р., ув’язнений на п’ять років до концтабору. Подальша доля невідома. 